# Maruata
Maruata es una localidad situada en el municipio de Aquila, en el estado de Michoacán de Ocampo, México. En 2020 tenía una población de 1081 habitantes, ocupando el puesto 7.º en cuanto a número de habitantes dentro de los pueblos del municipio. La localidad de Maruata se encuentra a 9 metros de altitud sobre el nivel del mar.